# Harrison Hot Springs
Harrison Hot Springs è un villaggio del Canada, situato in Columbia Britannica, nel distretto regionale di Fraser Valley.

## Galleria d'immagini

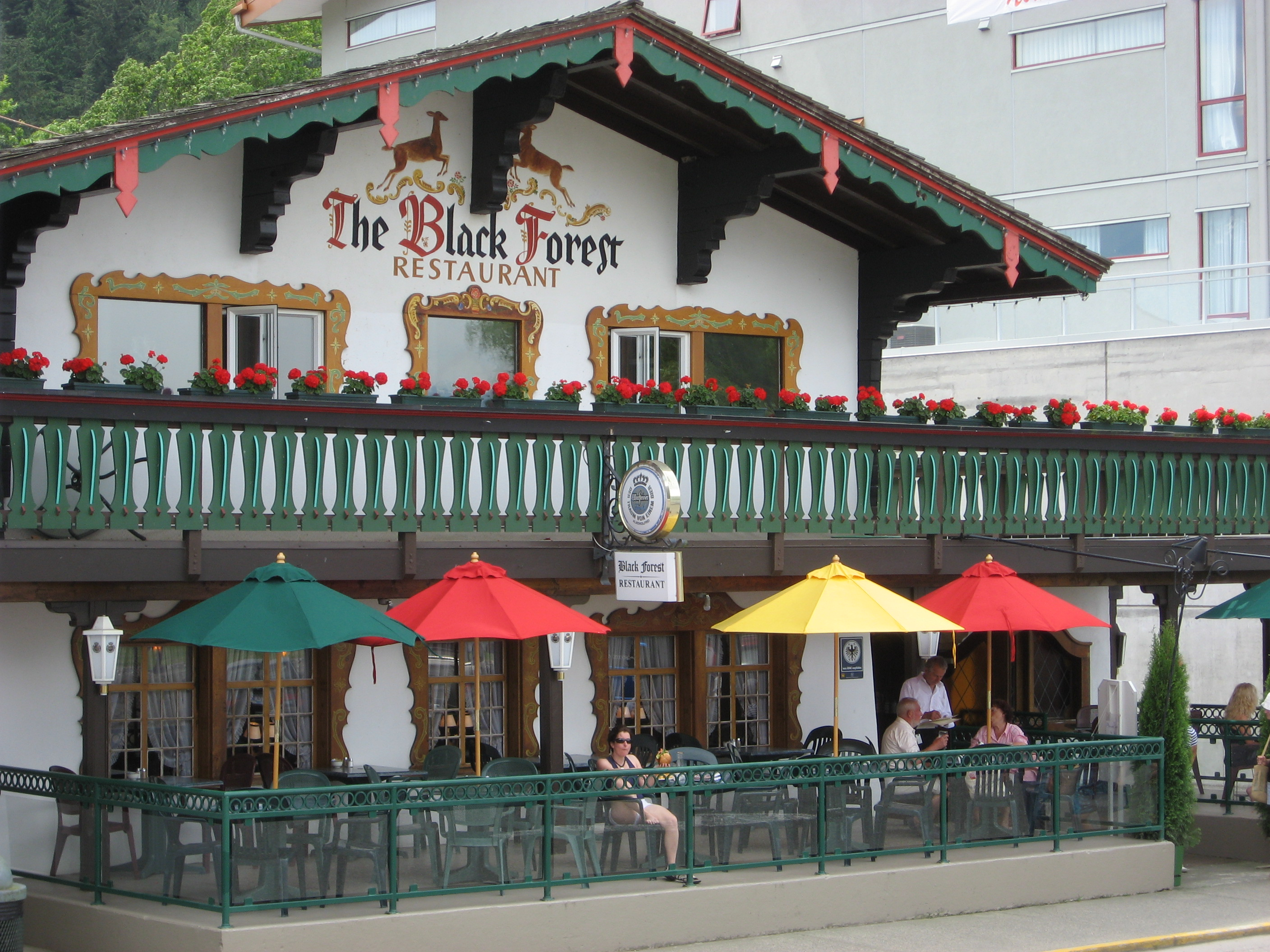
Ristorante Black Forest
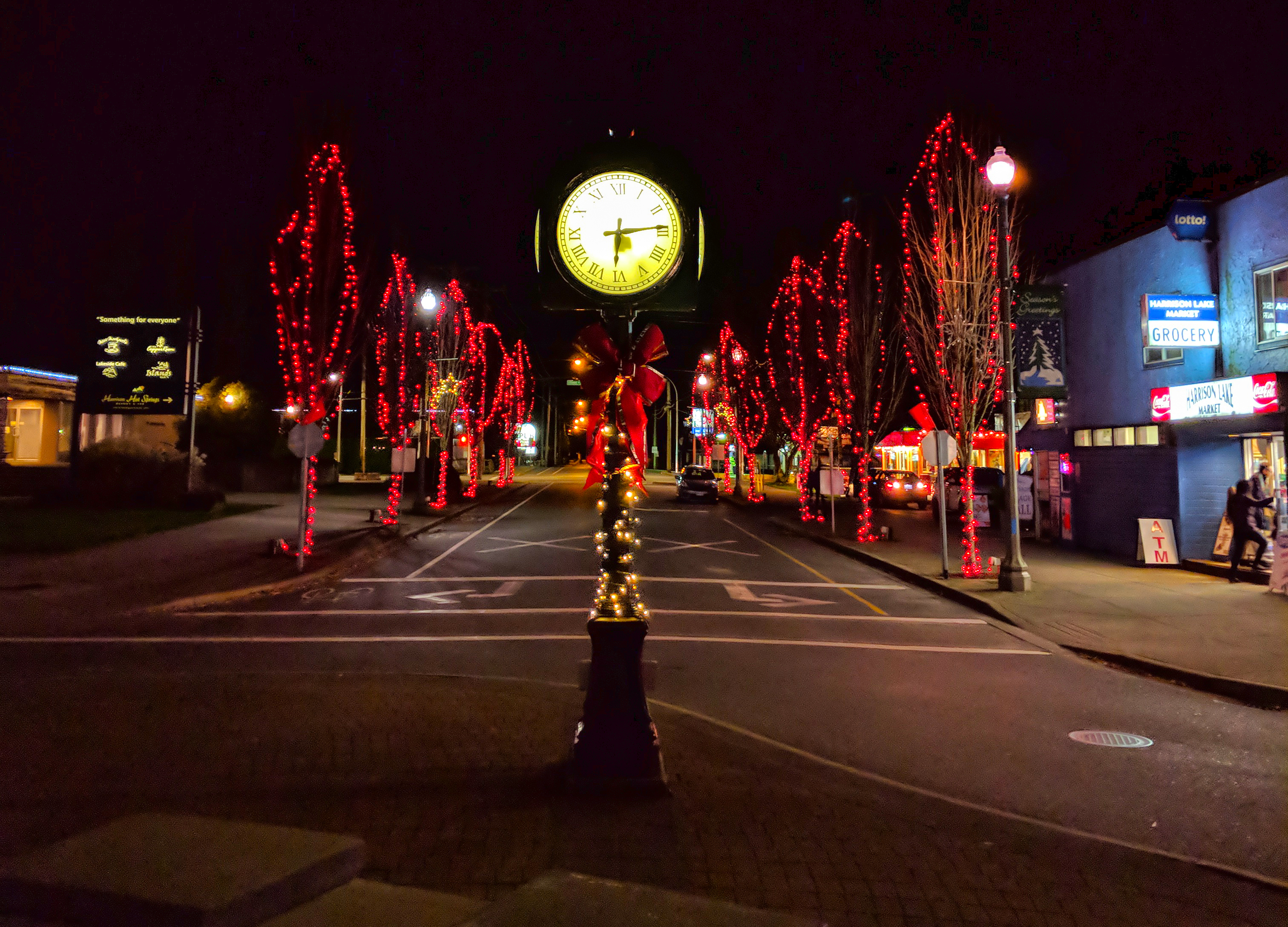
Festival delle luci nel 2018